# Sebastes owstoni
Sebastes owstoni är en fiskart som först beskrevs av Jordan och Thompson, 1914.  Sebastes owstoni ingår i släktet Sebastes och familjen kungsfiskar. Inga underarter finns listade i Catalogue of Life.